# لیپتسک
شهر لیپتسک (به روسی: Липецк) در کشور روسیه و در اوبلاست لیپتسک واقع شده‌است.

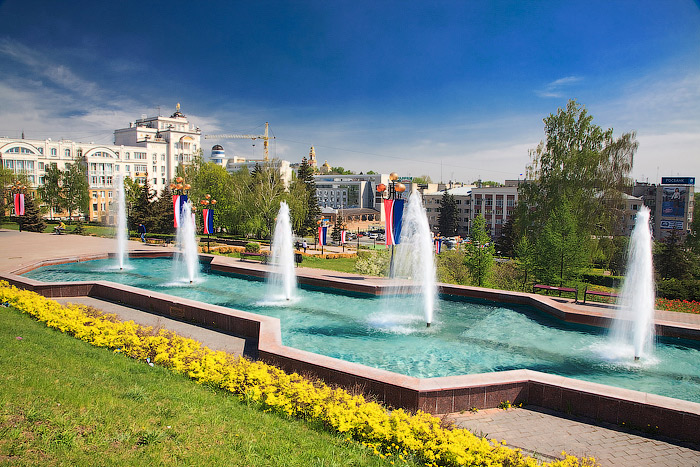